# Осада Маастрихта (1673)

Осада Маастрихта — осада голландского города Маастрихт в 1673 году в рамках Голландской войны французскими войсками.

## Предыстория
После того, как французские войска овладели Гентом и Брюсселем, они двинулись на Маастрихт, находившийся тогда под властью Соединённых провинций вместе с княжеством Льеж. 11 июня 1673 года они начали осаду города. Маастрихт имел договор с испанскими войсками о защите, поэтому в городе находились два гарнизона — голландский и испанский. Общее командование гарнизоном осуществлял Жак де Фарио.

## Осада

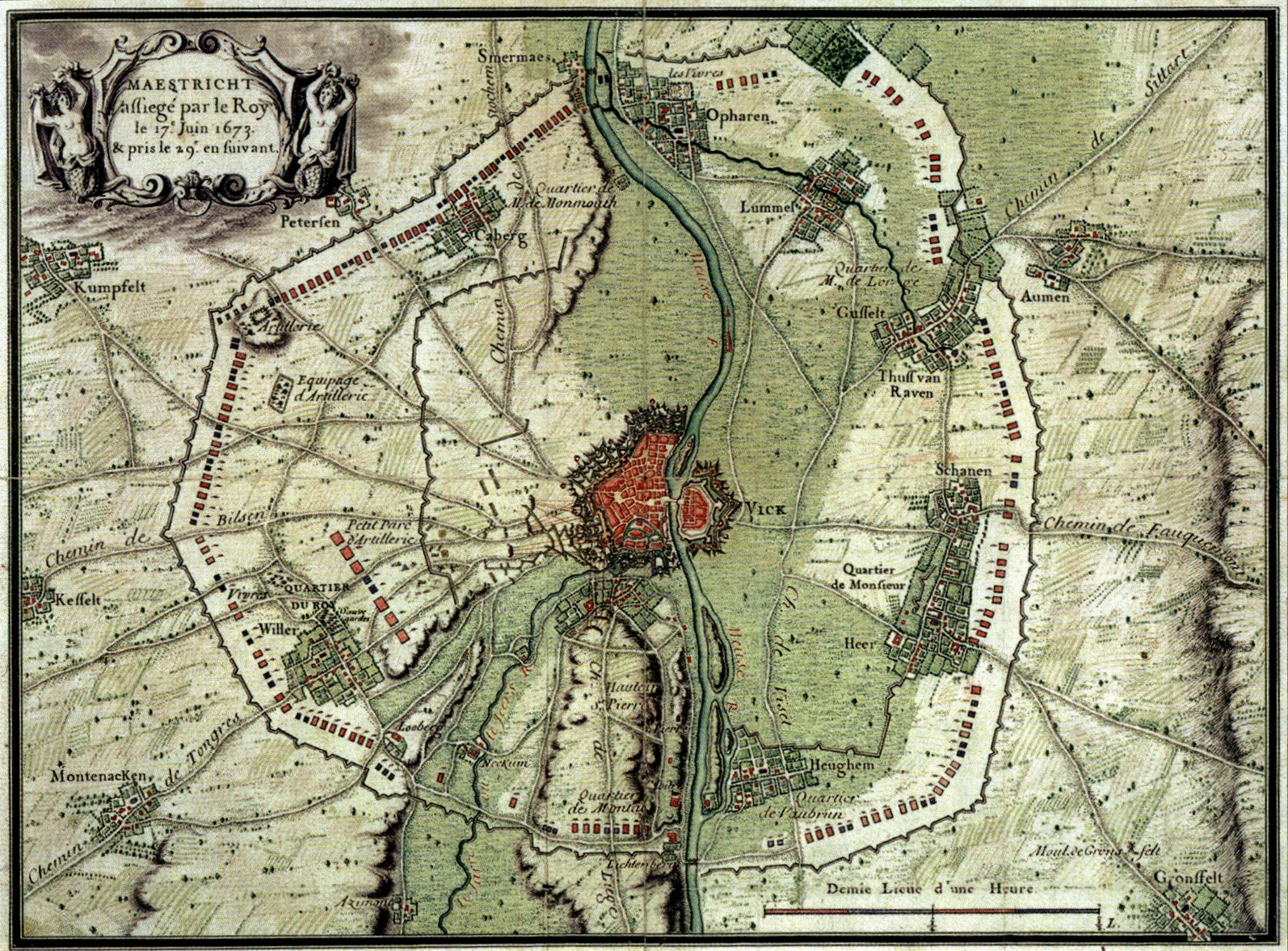
Осадные линии вокруг Маастрихта

Маастрихт стал первым городом, осаду которого вёл Себастьен де Вобан, мастер военной тактики своей эпохи. После обстрела городских стен Вобан дал приказ о строительстве пандусов и постепенном рытьё зигзагообразных траншей в сторону стен. Итоговой целью этих действий было закладывание бочек с порохом у стен и их подрыв.
24 июня был день памяти Иоанна Крестителя, и Людовик XIV лично участвовал в торжественной мессе перед войсками. После мессы королевские полки начали масштабное наступление на город. Одним из полков командовал Шарль де Кастельмор, более известный как граф д’Артаньян. В ходе кровопролитного боя французам удалось захватить часть стены. Но когда казалось, что победа совсем рядом, Людовик вернул своих генералов и маршалов на исходную, чтобы приписать победу себе.
Английские наемники во главе с Джеймсом Скоттом, герцогом Монмутом, попытались найти другой путь в город, но попали под сильный обстрел и потеряли 300 человек. После этого воодушевленные голландцы вернули себе позиции на стенах и вынудили французов отступить. Тогда французский король решил подвести ближе к городу тяжелые пушки и начать массированный обстрел города. Опасаясь полного разрушения, жители Маастрихта капитулировали в течение недели.

## Последствия
Себастьен де Вобан получил под Маастрихтом первый опыт успешной осады. Англичанин Джеймс Скотт получил высокую оценку своих действий во время осады со стороны французов. По иронии судьбы Скотт после мира 1678 года оказался на голландской стороне и стал сражаться против французов.
Летом 1676 года Вильгельм III Оранский попытался возвратить город, но попытка с треском провалилась. После заключения мира в 1678 году Маастрихт вернулся под контроль голландцев.

## Отражение в культуре
Завоевание Маастрихта считалось одним из величайших военных успехов Людовика XIV и нашло своё отражение в художественной интерпретации деяний Короля-Солнца. В частности, участие короля в осаде изображено на потолке Зеркального зала в Версальском дворце (на фото ниже справа на первом плане).

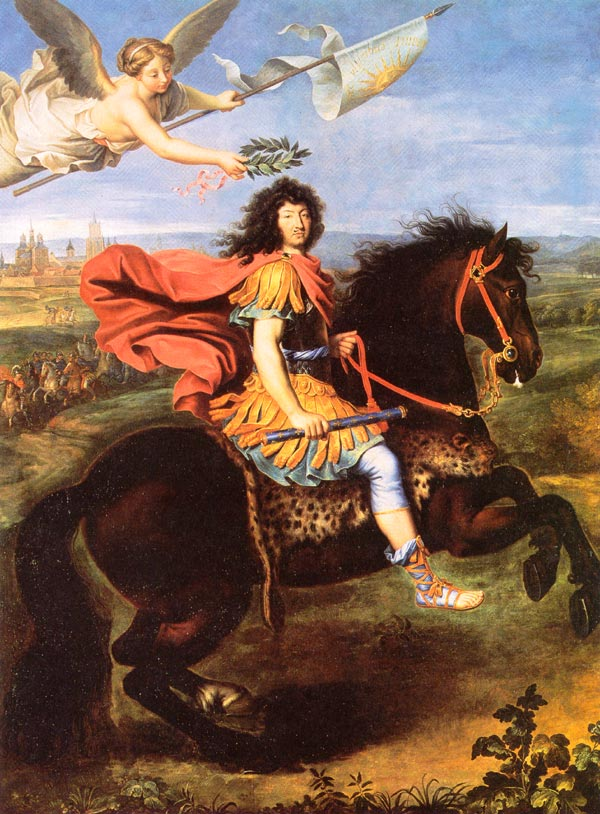
Людовик XIV под Маастрихтом, худ. П. Миньяр
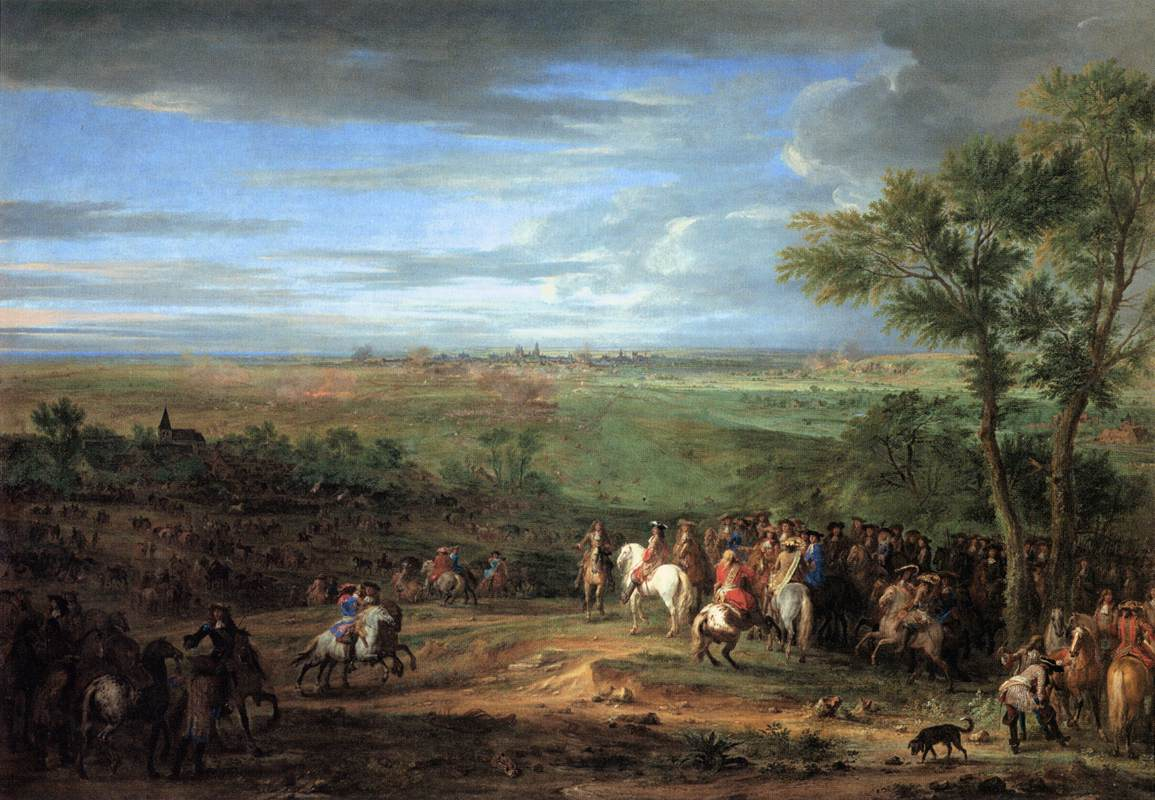
Прибытие Людовика XIV в лагерь под Маастрихтом, худ. А.Ф. ван дер Мёлен
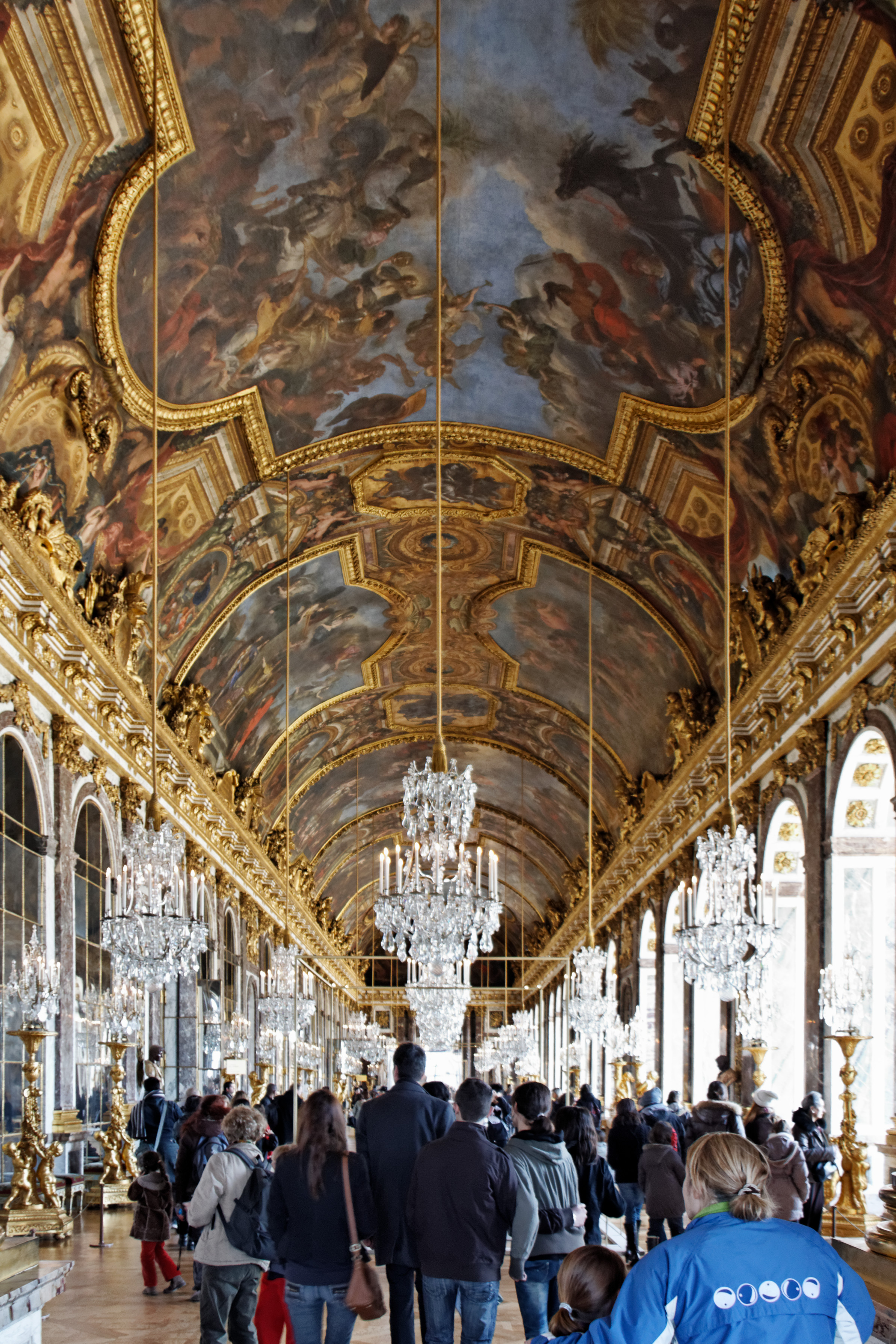
Взятие Маастрихта (Зеркальный зал, Версальский дворец), худ. Ш. ле Брюн
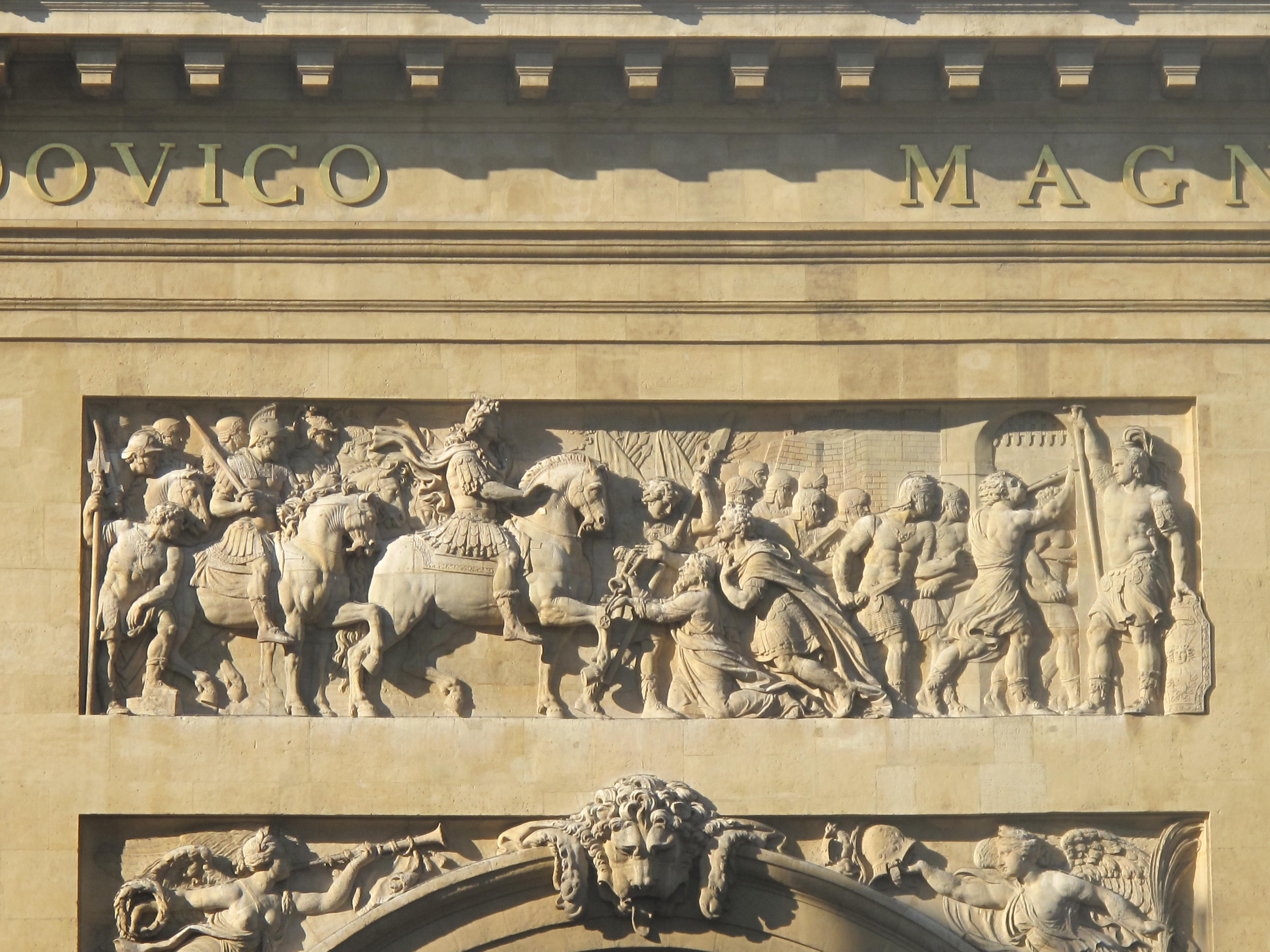
Взятие Маастрихта (барельеф на Воротах Сен-Дени)

## Д’Артаньян
Шарль Ожье де Кастельмор, граф Д’Артаньян, «полевой маршал» французских мушкетеров, был убит шальной пулей во время осады Маастрихта 25 июня 1673 года. Полтора столетия спустя он стал прообразом героя книг Александра Дюма-отца. В Маастрихте ему установлена бронзовая статуя в городском парке.